# Эстрада, Карлос
Ка́рлос Энри́ке Эстра́да Моске́ра (исп. Carlos Enrique Estrada Mosquera; род. 1 ноября 1961, Тумако, Нариньо) — колумбийский футболист, выступавший на позиции нападающего. Участник чемпионата мира 1990 года в составе национальной сборной Колумбии.
Получил прозвище La Gambeta от спортивного комментатора Марио Альфонсо Эскобара за его талант дриблинга.

## Клубная карьера
Карлос Эстрада родился 1 января 1961 года в Тумако, Колумбия. В возрасте 17 лет он переехал в Кали, чтобы окончить среднюю школу, и ярко проявил себя в местной любительской команде, чем привлёк внимание представителей клуба «Депортес Толима». Вскоре после этого нападающий подписал контракт с клубом и в 1981 году провёл свой первый матч в профессиональном футболе. В 1983 году перешёл в «Депортиво Кали» за 1 миллион долларов. В клубе, тренером которого был Владица Попович, Карлос сформировал на поле атакующее трио с Бернардо Редином и Карлосом Вальдеррамой.
После того, как Эстрада дважды подряд стал вице-чемпионом Колумбии, в 1987 году он получил предложение от Луиса Аугусто Гарсии перейти в «Мильонариос» и вскоре после этого присоединился к клубу. В новой команде Карлос два сезона подряд завоёвывал чемпионский титул. В 1989 году дошёл до четвертьфинала Кубка Либертадорес, где отметился забитым мячом в ответном матче, однако по сумме двух матчей его команда уступила клубу «Атлетико Насьональ» и покинула турнир при спорном судействе. В связи с протестами в адрес арбитра Эрнана Сильвы Эстрада получил дисквалификацию на год на матчи под эгидой КОНМЕБОЛ, из-за чего пропустил весь отборочный турнир чемпионата мира 1990 года.
В начале следующего года вернулся в клуб «Депортиво Кали». После чемпионата мира был близок к переходу в «Штутгарт» и сыграл за клуб в товарищеском матче, однако в итоге стороны не смогли прийти к согласию. После серьёзной травмы, полученной во время Кубка Америки 1991 года, карьера нападающего оказалась под угрозой, но в конце 1992 года он сумел восстановиться и вернуться в игру. В 1993 году перешёл в клуб «Индепендьенте Медельин». По итогам сезона клуб был близок к завоеванию чемпионства, однако упустил титул на последних минутах, заняв второе место, в связи с чем Эстрада не смог сдержать слёз. В следующем году футболист в третий раз в своей карьере стал игроком «Депортиво Кали». В 1995 году Эстрада вернулся в «Индепендьенте Медельин», однако уже в апреле покинул клуб из-за полученной травмы правого колена, после чего завершил свою карьеру.

## Карьера в сборной
Эстрада дебютировал за национальную сборную Колумбии 3 февраля 1989 года в домашнем товарищеском матче против Перу, в котором Колумбия выиграла со счетом 1:0 благодаря пенальти, реализованному вратарём Рене Игитой. В 1990 году он вошёл в состав сборной Колумбии на чемпионате мира в Италии. Карлос сыграл во всех матчах, в первых двух из которых выходил на замену: против ОАЭ (2:0), Югославии (0:1), ФРГ (1:1) и матче 1/8 финала против Камеруна (1:2 после дополнительного времени). В 1991 году принял участие в Кубке Америки в Чили, в котором из-за полученной травмы появился на поле только в стартовом матче против Эквадора (1:0). Всего в течение двух лет, проведённых в составе национальной сборной, Эстрада сыграл 12 матчей за Колумбию, не отметившись забитыми голами.

## Тренерская карьера
В начале 2004 года Эстрада был назначен главным тренером клуба «Реал Картахена». 8 мая того же года напал на судью, в связи с чем получил дисквалификацию на 42 матча. В 2009 году возглавил клуб «Депортес Пальмира», принимавший участие в Категории Примера B, но ушёл в отставку после шести поражений подряд в Апертуре; во второй половине года он был принят на работу в клуб «Альянса Петролера». В настоящее время работает тренером молодёжных команд.

## Достижения
Мильонариос
- Чемпионат Колумбии (2): 1987, 1988